# La Groise
La Groise és un municipi francès, situat a la regió dels Alts de França, al departament del Nord. L'any 2006 tenia 454 habitants. Limita al nord amb Landrecies, a l'est amb Le Favril, al sud amb Fesmy-le-Sart, a l'oest amb Catillon-sur-Sambre i al nord-oest amb Ors.

## Demografia
| 1962                                       | 1968 | 1975 | 1982 | 1990 | 1999 | 2006 |
| ------------------------------------------ | ---- | ---- | ---- | ---- | ---- | ---- |
| 513                                        | 530  | 509  | 477  | 464  | 429  | 454  |
| Des de 1962: població sense dobles comptes |      |      |      |      |      |      |

## Administració
| Període | Identitat         | Partit |
| ------- | ----------------- | ------ |
| 2001-   | Jean-Marie Dumont |        |